# Megabunus diadema
Megabunus diadema es una especie de segador u opilión de la familia Phalangiidae, que se distribuye en el occidente de Europa, en Islandia, las Islas Feroe, el occidente de Noruega, Gran Bretaña, el occidente de Francia, Bélgica y el norte de España.

### Hábitat
Habita en bosques templados deciduos y de coníferas. Se considera una especie troglóxena epígea, porque se encuentra sobre el suelo, preferentemente en musgos y líquenes, aunque también puede encontrarse en la hojarasca o sobre rocas   y en la entrada de cuevas.  Durante un estudio en los bosques de Escocia, se encontró que son más activos durante los meses de marzo, junio, julio y diciembre; mientras que en las regiones montañosas de Gales solo ocurrieron en agosto, y se encontraron durante todo el año en los bosques ingleses, con un pico poblacional de mayo a agosto. Esta especie se alimenta de moscas quironómidas. La gregarina Doliospora repelini (Eugregarinorida) y el ácaro Leptus beroni parasitan esta especie. 

### Descripción
Esta especie pasa desapercibida con facilidad, debido a su pequeño tamaño y a su coloración críptica. La hembra mide de 4-5 mm y el macho aproximadamente 3 mm. En el cuerpo (con el prosoma y opistosoma fusionados) presenta marcas marrones y negras sobre fondo claro. Tiene polimorfismo en la presencia de la espina en el margen anterior del cefalotórax (que puede o no estar presente). También presenta espinas, 10 y hasta 15, en el oculario.   y en  los extremos distales de los segmentos de las patas. Su segundo par de patas mide 35 milímetros.

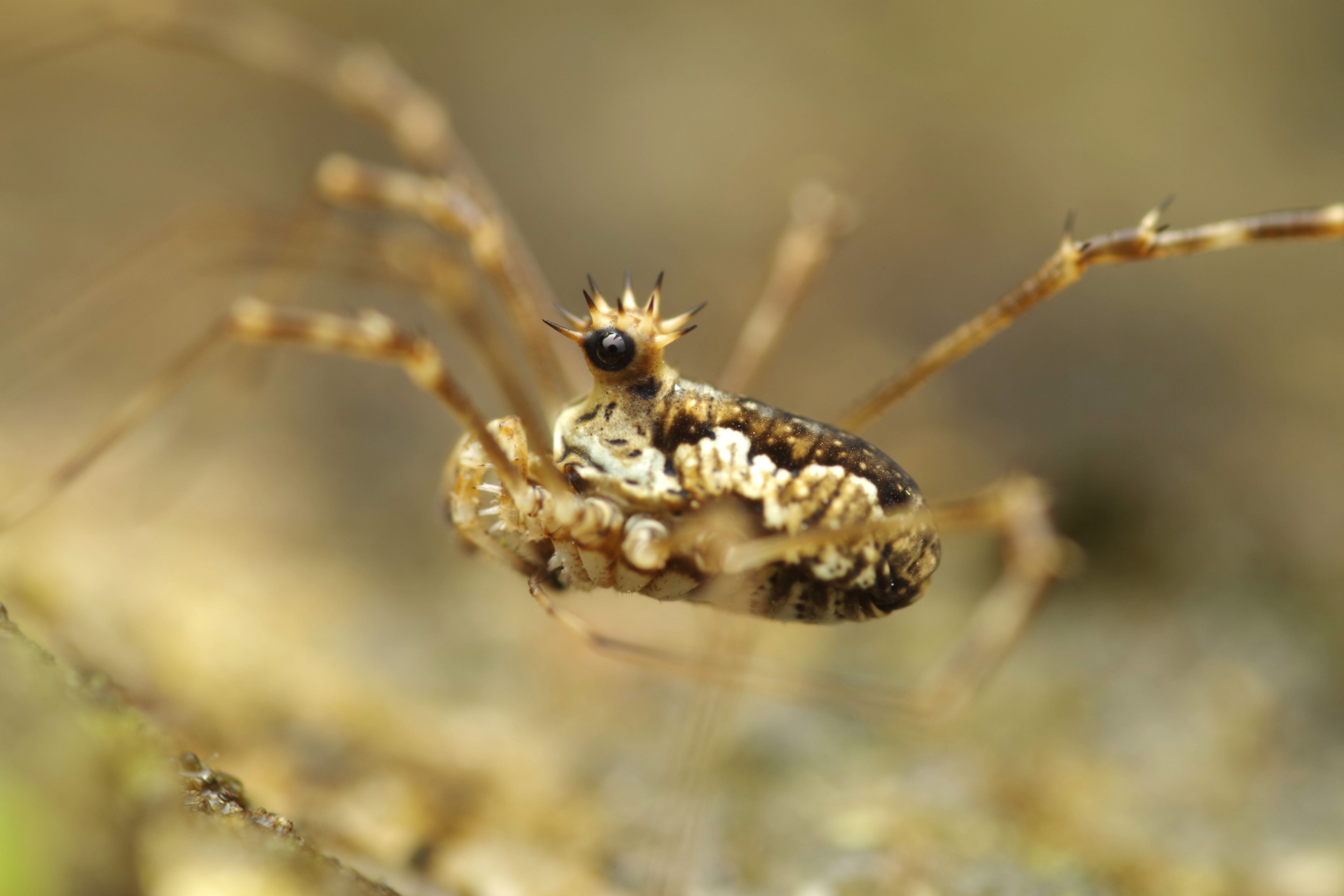
En este ejemplar de M. diadema se aprecian las espinas en el oculario.

### Fenología y reproducción
Esta especie es estenocrona, con la presencia de adultos desde la primavera hasta principios de verano. La hembra muere tras depositar los huevos, que eclosionan en invierno, manteniéndose los juveniles inmaduros hasta la primavera. Es partenogenética facultativa.  En un estudio, de un total de 264 individuos colectados, solo 3 eran machos. Sin embargo, otro estudio encontró que, de un total de 741 individuos, 486 eran machos y 255 hembras, por lo que se considera que esta especie puede reproducirse también de forma sexual. La hembra deposita en la hojarasca o en el suelo tres lotes de huevos por año, con un promedio de 30 huevos en cada uno. Las larvas, como muchas en el suborden Eupnoi, tienen un diente de huevo. Los machos tienen 28 cromosomas.